# Trenta tiranni (Historia Augusta)
La lista dei trenta tiranni (latino: Tyranni Triginta) inclusa nella Historia Augusta raccoglie trentadue uomini, donne e bambini che sarebbero stati usurpatori contro diversi imperatori romani. Questi trenta tiranni si sarebbero ribellati nel periodo seguente la sconfitta di Valeriano a opera dei Sasanidi. L'esistenza di questi trenta usurpatori, il cui numero è stato probabilmente fissato per richiamare i trenta tiranni di Atene, è dubbia, e l'Historia è l'unica fonte per molti di loro.
I trenta tiranni sono: Ciriade, Postumo, Postumo iunior, Lolliano, Vittorino, Vittorino iunior, Mario, Ingenuo, Regaliano, Aureolo, Macriano, Macriano iunior, Quieto, Odenato, Erode, Meonio, Ballista, Valente, Valente senior, Pisone, Emiliano, Saturnino, Tetrico, Tetrico iunior, Trebelliano, Erenniano, Timolao, Celso, Zenobia, Vittoria (o Vitruvia), Tito e Censorino.
Di questi:
- nove sono storici, e all'incirca contemporanei di Gallieno (260-8), successore di Valeriano;
- uno fu un pretendente al trono all'epoca di Decio (Valente senior);
- due sono dell'epoca di Claudio II il Gotico e Aureliano (268-75);
- due sono di epoca incerta;
- tre probabilmente non furono usurpatori;
- quattro non ebbero mai il potere;
- quattro sono quasi sicuramente inventati (Celso, Saturnino, Trebelliano e Censorino).

Di particolare importanza sono gli usurpatori detti "dei Balcani" (Ingenuo, Regaliano, Aureolo), quelli "d'Oriente e delle Afriche" (Emiliano e i Macriani) e soprattutto quelli dell'Impero delle Gallie  (Postumo, Leliano, Mario, Vittorino, Tetrico).
In quel tempo infatti, dalla rivolta del generale Postumo (260) fino alla sconfitta di Tetrico per mano dell'imperatore Aureliano presso i Campi Catalaunici (274), la Gallia visse un periodo di relativa indipendenza (Impero delle Gallie). Queste avevano come capitale Augusta Treverorum (l'attuale Treviri, in Germania) e venivano difese e amministrate come vera e propria entità statale autonoma.
Diocleziano pose fine a tale situazione di instabilità nel 284 con una radicale riforma burocratica e amministrativa.